# Hüttentalstraße
Die Hüttentalstraße (B 54, B 62, auch als Hüttentalentlastungsstraße bezeichnet, kurz: HTS) ist eine Stadtautobahn im Verdichtungsraum Siegen und Kreuztal in Nordrhein-Westfalen. Sie wurde nach der ehemaligen Stadt Hüttental beziehungsweise nach dem Hüttental, welches mit zahlreichen Hüttenwerken zwischen dem Siegener Süden und dem heutigen nördlichen Stadtgebiet bis Geisweid und Kreuztal-Buschhütten verlief, benannt.

## Verlauf
Der Streckenverlauf der HTS beginnt an der Anschlussstelle Kreuztal-Krombach, auf der „Krombacher Höhe“. Hier endet die Bundesautobahn 4 und geht lückenlos in die HTS (Bundesstraße 54) über. Der Übergang ist nur anhand der andersfarbigen Beschilderung wahrnehmbar, aber begründet durch die für eine Autobahn zu engen Kurven und das zu große Gefälle hinab nach Kreuztal. Von dieser Anschlussstelle an wird die Hüttentalstraße in Form einer Hochstraße als Bundesstraße 54 bis zur Anschlussstelle Hammerhütte (City-Galerie) geführt, danach (zunächst gemeinsam bereits ab Siegen-Weidenau) weiter Richtung Siegen-Niederschelden als Bundesstraße 62. Sie ist im Bereich der Siegener Innenstadt als stadtbildprägendes Hochbrückenbauwerk aufgeständert und dabei größtenteils vierspurig. Auf kurzen Streckenabschnitten zwischen den Anschlüssen Geisweid und Weidenau, sowie zwischen Stadtmitte und Hammerhütte existieren je Richtung drei Fahrstreifen, wovon die äußeren beiden jedoch als überlange Beschleunigungs- und Verzögerungsspuren für die Anschlussstellen ausgelegt sind. Zwischen den Anschlussstellen Eintracht und Rinsenau existieren in Richtung Niederschelden ebenfalls drei Fahrstreifen, wovon auch hier der äußere als überlange Beschleunigungs- und Verzögerungsspur für die Anschlussstellen ausgelegt ist. Das letzte Teilstück der HTS im Bereich Niederschelden wurde am 2. Dezember 2016 für den Verkehr freigegeben, die Abfahrt Siegen-Eiserfeld als letztes Einzelbauwerk am 11. Mai 2017. Wenn man den Abschnitt von Olpe-Süd bis Krombach mit zur HTS zählt, dann hat sie bis Niederschelderhütte (ohne Anschlussstellen und Abzweige) eine Gesamtlänge von ziemlich genau 30 Kilometer.

## Baugeschichte

### Planung und erste Abschnitte
Die ersten Planungen zum Bau einer autobahnähnlichen Straße durch Siegen gab es bereits in den 1960er Jahren, beispielsweise unter Federführung des damaligen Oberbaurats Hans Gemünd. Die ersten Häuser zum Bau der HTS wurden im Juli 1970 in Buschgotthardshütten abgerissen, diesen folgten im November 1971 Häuser in der Austraße in Siegen.
Die Eintrachtrampe an der Siegerlandhalle inklusive der Strecke zur ausgebauten Siegener Autobahnanschlussstelle in der Rinsenau sowie in Weidenau die Brücke über die Ruhr-Sieg-Bahnstrecke in Richtung der alten B 62 (sogenannte Ostrampe) waren die ersten Teilstücke, mit denen 1974 begonnen wurde. Die Verkehrsfreigabe der ersten Teilstrecke von der Siegerlandhalle bis zur Rinsenau erfolgte am 6. Juli 1977.

### Weiterbau der Strecke von Weidenau Richtung Siegen-Innenstadt und Kreuztal
Nachdem Ende der 1970er Jahre die ersten Bauwerke fertiggestellt waren, erfolgte bis 1982 der Weiterbau von Weidenau in Richtung der Anschlussstelle Sieghütte und in der Gegenrichtung über den Anschluss Geisweid hinaus bis zu einer provisorischen Abfahrt vor Dillnhütten, wo sich heute die Firma ATU befindet. Mitte der 1980er wurde die Strecke dann von der Sieghütte bis hinter den Siegener Hauptbahnhof verlängert. Sie endete dort auf der vielbefahrenen Freudenberger Straße, welche zur damaligen Zeit noch über die Hufeisenbrücke und den Bahnhofsvorplatz zur Berliner Straße und Kreuzung „Kochs Ecke“ geführt wurde. In Richtung Kreuztal erfolgte der Weiterbau in zwei Abschnitten ab Dezember 1985 mit Freigabe am 31. Oktober 1989 bis Buschhütten und Freigabe am 13. Dezember 1991 bis zur Anschlussstelle in Kreuztal.

### Lückenschluss in der Innenstadt von Siegen
Am 27. November 1998 konnte die Lücke im Stadtkern von Siegen zwischen den Anschlussstellen Siegen-Stadtmitte und Siegen-Eintracht für den Verkehr freigegeben werden. Mit diesem Lückenschluss wurde gleichzeitig der Teilanschluss aus Richtung Kreuztal an das Parkhaus City-Galerie realisiert (AS Siegen-Hammerhütte). Die Baumaßnahme umfasste auch den Bau des Ziegenbergtunnels hinter dem Siegener Hauptbahnhof und die Verlegung der Freudenberger Straße. Ein erster Versuch, die Lücke in der Innenstadt zu schließen, scheiterte Mitte der 1980er durch großen Widerstand in der Bevölkerung. Es gab unter anderem Hausbesetzungen im Bereich der geplanten Trasse.

### Lückenschluss Kreuztal-Mitte/Autobahnkreuz Olpe-Süd
Die Fertigstellung des Lückenschlusses A 4/B 54 (HTS) zwischen dem Autobahnkreuz Olpe-Süd und Kreuztal-Mitte erfolgte nach über vier Jahren Bauzeit mit der Verkehrsfreigabe am 1. Dezember 2006. Zuvor konnte bereits der „B 54-Abschnitt“ von Kreuztal-Mitte bis zur Anschlussstelle Kreuztal-Krombach inklusive des Abzweigs zur alten B 54 am 23. Juni 2006 inoffiziell freigegeben werden. Der „A 4-Abschnitt“ von Kreuztal-Krombach bis zum Autobahnkreuz Olpe-Süd war zu diesem Zeitpunkt noch nicht vollständig fertiggestellt. Errichtet wurden sechs Autobahn-Kilometer von Gerlingen in Richtung Osten bis zur Krombacher Höhe sowie im weiteren Verlauf neun Kilometer Bundesstraße bis Kreuztal. Die Trasse führt über acht Talbrücken. Die Baustelle mit einem Gesamtfinanzvolumen von rund 135 Millionen Euro galt als die größte zusammenhängende Straßenbaustelle in Nordrhein-Westfalen im Jahre 2006.

### Autobahnkreuz Olpe-Süd
Mit der Verkehrsfreigabe des Lückenschlusses Kreuztal-Olpe wurde auch die Beschilderung im Kreuz angepasst. Aus Richtung Dortmund können Verkehrsteilnehmer nun zwischen der A 45 nach Siegen und der A 4-Neubaustrecke nach Siegen-Nord wählen. Aus Richtung Köln wurde die Wegweisung komplett umgestellt. Siegen wird nun als Ziel auf der A 4-Verlängerung ausgewiesen. Ein Abbiegen auf die A 45 ist nicht mehr nötig. Straßen. NRW versucht mit dieser Maßnahme, Verkehr von dem stark belasteten A 45-Teilstück Olpe-Siegen auf die A 4/HTS umzulenken. Anfang 2005 gab es Bestrebungen, das Autobahnkreuz „Olpe-Süd“ (A 45 / A 4) in „Siegen-Nord“ umzubenennen. Als Grund führte die Stadt Siegen an, dass mit der Hüttentalstraße das Oberzentrum Siegen nach Norden hin direkt an das Autobahnkreuz angeschlossen sei.
Das Bundesverkehrsministerium hat jedoch am 1. Februar 2005 einen entsprechenden Antrag der Stadt Siegen abgelehnt, die Sache ist mittlerweile im Sande verlaufen.

### Weiterbau Siegen-Süd

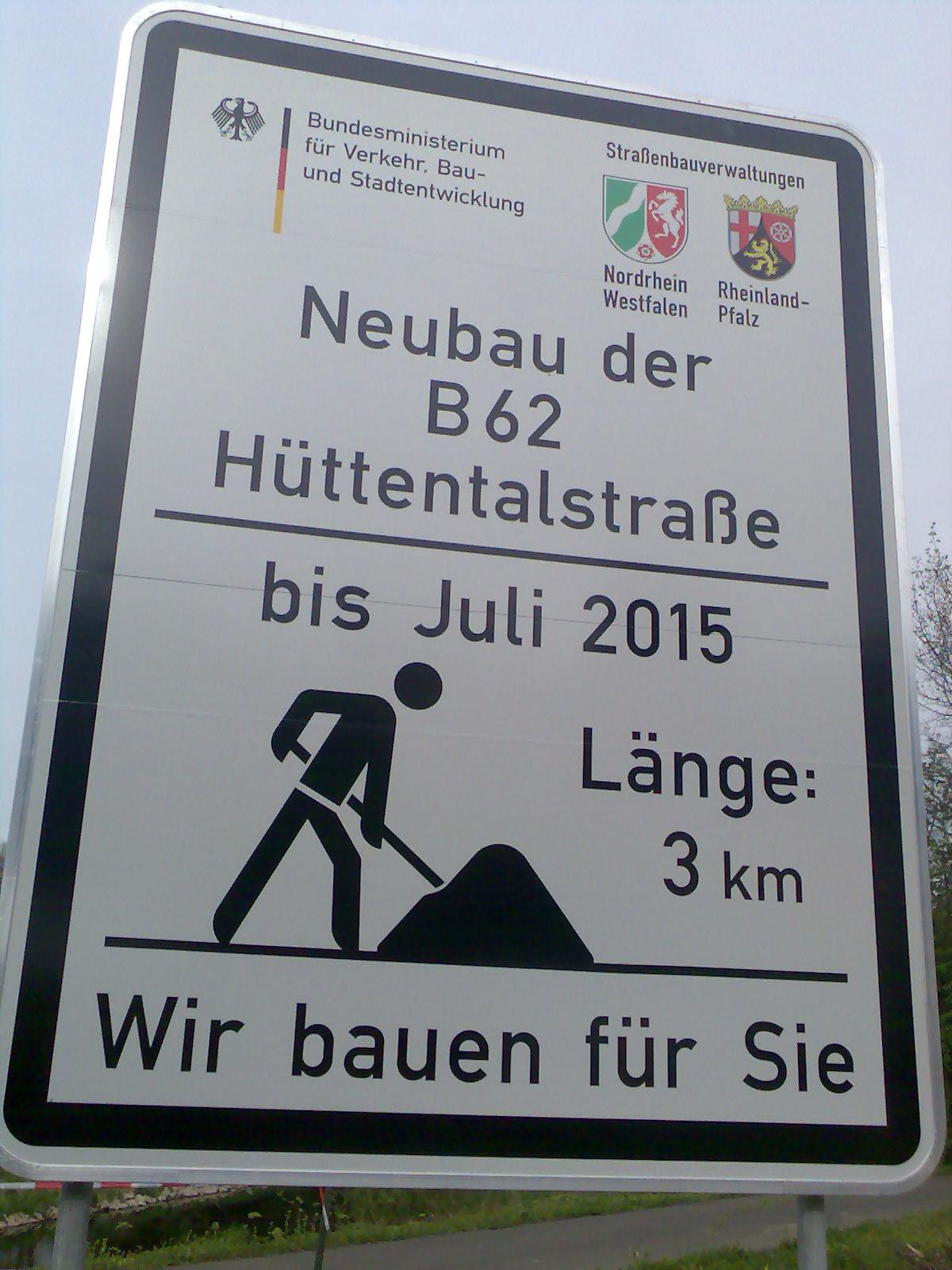
Bauschild auf der ehemaligen HTS-Baustelle in Niederschelden

Der Weiterbau als B 62 in südlicher Richtung unter der Siegtalbrücke hindurch mit anschließender Verzweigung nach Siegen-Eiserfeld einerseits und per Bühltunnel nach Siegen-Niederschelden andererseits zur Entlastung der Ortsdurchfahrten und weiter über die Landesgrenze nach Niederschelderhütte in Rheinland-Pfalz zur dortigen B 62 war offiziell seit 29. April 2010 in Bau (Erster Spatenstich). Die Hauptstrecke nach Niederschelderhütte konnte am 2. Dezember 2016 für den Verkehr provisorisch freigegeben werden. Der Abzweig Eiserfeld wurde erst im Frühjahr 2017 als letztes Bauwerk mit fast zwei Jahren Verspätung komplett fertiggestellt. Im Rahmen einer Feierstunde zur Vollendung der gesamten HTS erfolgte die Verkehrsfreigabe durch Bundesverkehrsminister Alexander Dobrindt und seinen NRW-Landeskollegen Michael Groschek am 11. Mai 2017.
Für den Bau des Bühltunnels wurden im Frühjahr/Sommer 2010 die vorhandenen Hohlräume im Bühlrücken verfüllt. Anschließend begannen im Oktober 2010 im Bereich der Siegtalstraße in Niederschelden die ersten größeren Baumaßnahmen. Der abschließende Kreisverkehr, der die HTS an ihrem neuen Ende mit der bestehenden alten B 62 in Niederschelderhütte verbindet, wurde im Mai 2016 fertiggestellt. Die Arbeiten für die Überbauung des Bahnhaltepunktes Niederschelden Nord erwiesen sich als besonders komplex. Hier waren im Vorfeld noch umfangreiche Absprachen mit der DB Netz AG zu treffen (Streckensperrungen und Abschaltung/Umbau der Oberleitung). Die Problematik der Terminsuche für die Streckensperrungen war neben der verspäteten Fertigstellung des Abzweiges Eiserfeld der Grund des gut einjährigen Bauverzugs, welcher die Fertigstellung der Straße bis Niederschelderhütte und Eiserfeld bis Herbst 2016 verzögerte. Im März 2016 wurde mit der Abschlussbaumaßnahme in der Alten Dreisbach begonnen. Dazu gehörte der Rückbau der bisherigen provisorischen Anbindung der Dreisbachsiedlung sowie die Herstellung der Fahrbahnen vom damaligen Ende bis nach Eiserfeld und die Sanierung der in den 1980er Jahren gebauten Hangbrücke unterhalb der Siegtalbrücke. Die relativ lange Gesamtbauzeit für das etwa drei Kilometer lange Teilstück war, wie schon bei früheren Lückenschlüssen der HTS, auch diesmal wieder durch eine überdurchschnittlich hohe Anzahl von Ingenieurbauwerken begründet. Die Neubaustrecke wird zu rund 50 Prozent auf Brücken oder im Tunnel geführt. Es wurden sieben Straßenbrücken (zusammen 987 m), ein Tunnel (525 m), zehn Stützmauern und eine Fußgängerüberführung gebaut. Die längste Neubaubrücke ist die Brücke Hubenfeld des Abzweigs Eiserfeld mit 553 m Länge.

### Verzögerungen beim Weiterbau Siegen-Süd
Eine dem Flussverlauf der Sieg folgende Variante ohne Tunnel war am 2. März 1983 gerichtlich gestoppt worden. Da der Bau teilweise schon begonnen hatte, waren noch bis ins Jahr 2015 hinein teilweise stark zugewachsene Bauvorleistungen, insbesondere angefangene Brückenpfeiler, für dortige Spaziergänger zu erkennen.
Nach der Linienneubestimmung im Jahre 1988 und einer Umweltverträglichkeitsstudie Anfang der 1990er Jahre erfolgte 1995 eine Planüberarbeitung hinsichtlich des Bühltunnels, was nochmals eine jahrelange Verzögerung verursachte.
Im Jahr 1999 wurde durch den Landesbetrieb Straßenbau NRW in Siegen das Planfeststellungsverfahren eingeleitet. Nachdem dieses abgeschlossen war, konnte der Bauantrag Anfang Juli 2009 für die nordrhein-westfälische Seite unterschrieben werden; die Unterschrift für das Teilstück in Rheinland-Pfalz folgte zwei Wochen später. Wie am 17. September 2009 bekannt wurde, waren beim Oberverwaltungsgericht in Münster fristgerecht zwei Klagen gegen den Planfeststellungsbeschluss eingegangen. Einer der beiden Kläger hatte jedoch bereits im Oktober 2009 seinen Einspruch wieder zurückgezogen. Die Befürworter des Weiterbaus versuchten nun über Medien- und Öffentlichkeitsarbeit sowie einer Demonstration am 31. Oktober 2009 mit Beteiligung von führenden Politikern aus dem Kreis Siegen-Wittgenstein und dem Landkreis Altenkirchen (Westerwald) Druck auf den letzten Kläger aufzubauen, damit dieser seine Klage überdenkt und gegebenenfalls zurückzieht. Am 2. März 2010 teilte die Stadt Siegen mit, dass auch die letzte Klage zurückgenommen wurde. Dank intensiver Gespräche habe man eine langjährige gerichtliche Auseinandersetzung vermeiden können. Somit war der Planfeststellungsbeschluss seit 4. März 2010 rechtskräftig und es bestand erstmals seit den frühen 1980er Jahren Baurecht. Eine der Klagen richtete sich u. a. gegen die Baumaßnahmen und den damit einhergehenden Baulärm; auch wirtschaftliche Überlegungen, wie der befürchtete Wertverlust der angrenzenden Grundstücke, spielten dabei eine Rolle. Ein weiterer Kläger bevorzugte eine weiter südlich verlaufende Trasse mit einem zweiten Tunnel im Bereich des Kleff; aufgrund der damit einhergehenden erheblichen Mehrkosten wurde diese Variante jedoch schon im früheren Planungsverlauf verworfen. Zuvor war versucht worden, die durch die Planungsbehörden favorisierte Trasse aus naturschutzrechtlichen Gründen zu verhindern. Angebliche Vorkommen geschützter Fledermäuse waren im betroffenen Bereich jedoch von unabhängiger Seite nicht im behaupteten Umfang nachweisbar.
Um den Eindruck zu vermeiden, die Stimmung im Ort sei gegen den Weiterbau, hatten sich die oben genannten Befürworter der HTS zur Bürgerinitiative „Pro HTS“ zusammengeschlossen, damit bei den zuständigen Behörden nicht nur die Gegner Gehör bekommen. Durch den Weiterbau versprachen sich die Befürworter erhebliche Verbesserungen für die vom Stau betroffenen Ortsdurchfahrten von Niederschelden und Eiserfeld. Hierdurch sollte eine Entlastung der betroffenen Anwohner im Rahmen der gesetzlichen Vorschriften und im Hinblick auf die zur Verfügung stehenden finanziellen Mittel erreicht werden.
Aufgrund der jahrzehntelangen Verzögerungen bestand vom 2. August 1986 bis zum 20. Juli 2016 in der Dreisbachsiedlung der provisorische Anschluss „Europaplatz“, welcher hauptsächlich dem PKW-Verkehr durch die Höllenwaldstraße nach Niederschelden und in den Kreis Altenkirchen diente und den Umweg über Eiserfeld ersparte.
Laut Bundesverkehrsministerium hat der Bau der Hüttentalstraße ohne die Verlängerung bis Niederschelderhütte ca. 500 Millionen Euro gekostet. Der Weiterbau im Bereich Siegen-Süd sollte nach ursprünglichen Informationen noch einmal ca. 81 Millionen Euro kosten, geworden sind es schließlich 106 Millionen Euro.

## Tunnel

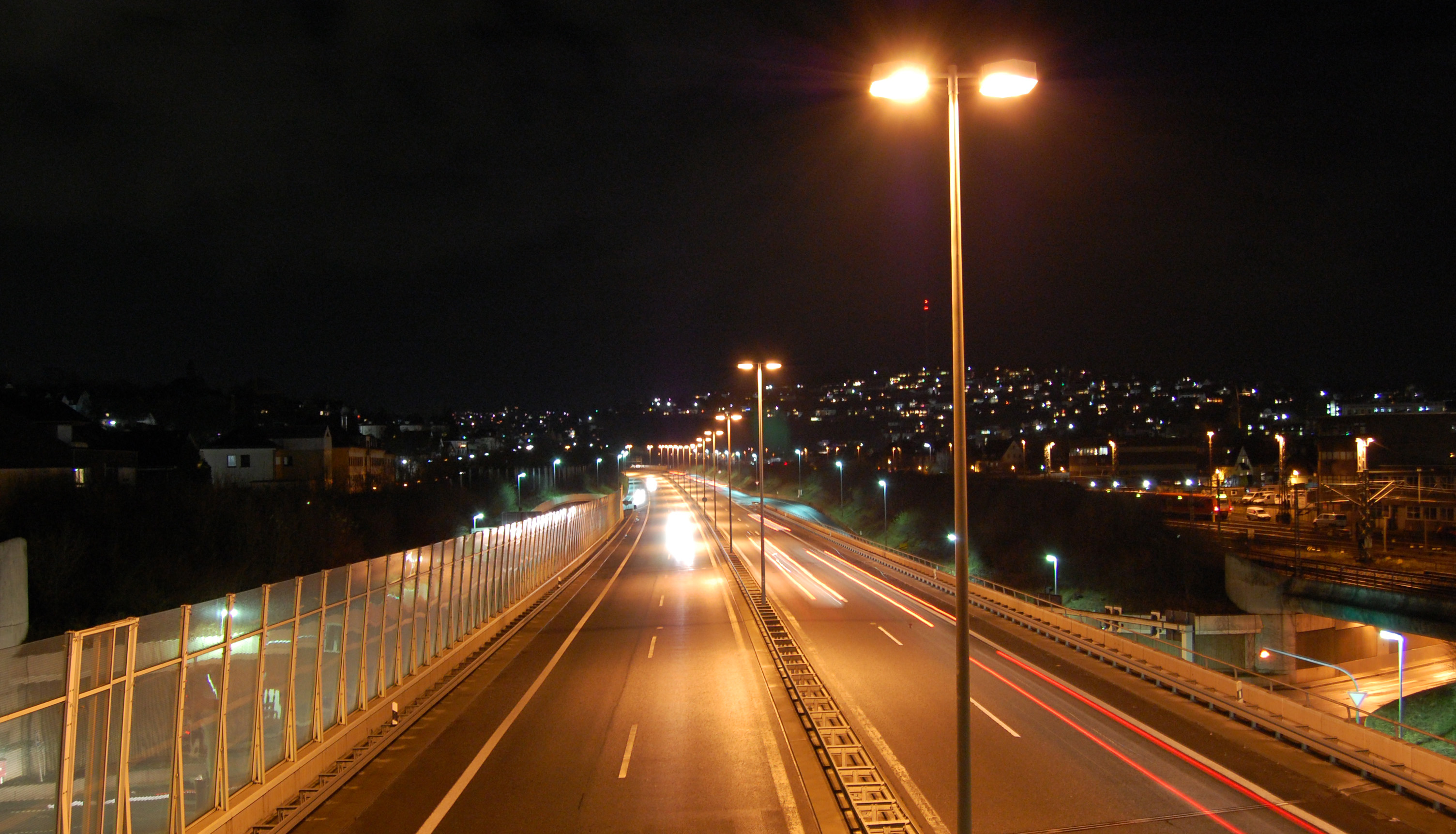
HTS bei Nacht in Siegen-Mitte vor Abschaltung der Straßenbeleuchtung

Der Ziegenbergtunnel zwischen den Anschlussstellen Siegen-Hammerhütte und Siegen-Eintracht wurde in den Jahren 1994 bis 1998 durch das Unternehmen Hochtief Construction Frankfurt gebaut, wobei der Startschuss zum Bau bereits am 3. Mai 1995 erfolgte. Der Durchstich datiert vom 6. Februar 1996. Er hat zwei zweispurige Röhren, an die sich am östlichen Portal ein Galeriebauwerk anschließt. Der Tunnel hat eine Gesamtlänge von 356 Metern in Richtung SI-Rinsenau und von 350 Metern in Richtung Kreuztal. Als beim Bau Hangbewegungen und Schäden an der darüber liegenden Bebauung auftraten, wurde nach Probesprengungen vom Sprengvortrieb kurzfristig auf einen Fräsvortrieb umgestellt. Der Tunnel wuchs zunächst mit der Nordröhre im Kalottenvortrieb (teilweise mit Unterteilung in Firststollen und Restkalotte) sowie Strossen- und Sohlvortrieb in den Berg. Im Anschluss wurde die Südröhre „aufgefahren“.
Der Wellersbergtunnel wurde im Jahr 1997 eröffnet und hat eine Länge von knapp 300 Metern. Am Südportal mündet er auf das Schnellstraßenkreuz Siegen-Mitte. Direkt am Tunnelportal befinden sich Auf- und Abfahrt der HTS. Am nördlichen Tunnelportal befindet sich ein Galeriebauwerk, vor dem die Freudenberger Straße Richtung Wellersberg abzweigt. Der Tunnel selbst ist dreispurig angelegt, während die aus der Stadt in westlicher Richtung herausführende Freudenberger Straße bis zum Stadtrand weiterhin nur zweispurig verläuft.
Der Bühltunnel wurde im März 2010 planfestgestellt. Die Bauarbeiten an dem Tunnel begannen im Oktober 2011. Der Durchstich erfolgte am 6. Dezember 2012 und die Fertigstellung des Rohbaus war Ende 2014. Bis Mitte 2016 wurden die technischen Anlagen (Beleuchtung, Belüftung, Brandmeldeanlage und Funkversorgung für Mobilfunk und Radio) installiert. Der Tunnel besteht aus einer Röhre mit lediglich zwei Fahrspuren, da sich die vier Fahrspuren der Haupttrasse vor dem Bühltunnel höhenfrei aufteilen (zwei Spuren von/nach Eiserfeld und zwei Spuren durch den Tunnel von/nach Niederschelden). Der 525 Meter lange Bühltunnel wurde in drei verschiedenen Bauweisen hergestellt, beginnend von der Niederschelder Seite mit einer Offenen Bauweise (46 m Länge), Deckelbauweise (57 m Länge) und der bergmännischen Bauweise (417 m Länge). Die bergmännische Bauweise erfolgte im Sprengvortrieb. Eine Tunnelbohrmaschine kam nicht zum Einsatz.
Bauausführendes Unternehmen war die Firma Züblin aus Stuttgart.
Der Siegbergtunnel, der zwischen dem Wohngebiet Hain und der HTS-Anschlussstelle Siegen-Mitte die Siegener Altstadt unterqueren soll, befindet sich seit über 20 Jahren  in der Planung. Die vorgesehene Länge beträgt rund 1000 Meter. Das Vorhaben wurde im Verkehrsentwicklungsplan Siegen-Mitte im Jahr 2002 durch die Stadt Siegen verbindlich vorgesehen, seitens des Landes in der Integrierten Gesamtverkehrsplanung NRW 2005 mit einem Kosten-Nutzen-Faktor von 1,45 bewertet und lediglich als kommunales Projekt eingestuft. Mangels Finanzierung durch das Land ruht derzeit die Planung.

## Stadtautobahnnetz
Es gibt einige kurze Abzweigungen der Hüttentalstraße, die selbst wieder autobahnähnlich ausgebaut sind: Sie tragen eine Ausweisung als Kraftfahrstraßen mit zwei Fahrspuren pro Richtung, sind je baulich voneinander getrennt und verfügen über Standspuren. Die folgenden Abzweige zählen zum Siegener Stadtautobahnnetz:
| Abzweig Weidenau | Abzweig Weidenau           |                                      |
| --- | -------------------------- | ------------------------------------ |
| B62 |                            |                                      |
| Basisdaten |                            |                                      |
| Betreiber: | Bundesrepublik Deutschland |                                      |
| Gesamtlänge: | 4 km                       |                                      |
| Bundesland: | - Nordrhein-Westfalen      |                                      |
| Ausbauzustand: | autobahnähnlich            |                                      |
| Straßenverlauf \| Kreis Siegen-Wittgenstein (Kfz-Kennzeichen SI) \| \| \| \| \| \| Dreieck Siegen-Weidenau (HTS) \| \| \| \| Hochstraße \| \| \| \| Weidenau-Mitte \| \| \| \| Weidenau-Siegstraße \| \| \| \| Hangbrücke \| \| \| \| Ende der Kraftfahrstraße \| \| \| \| Weidenau-Haardter Berg (Universität) \| \| \| \| Netphen-Dreis-Tiefenbach \| |                            |                                      |
| Kreis Siegen-Wittgenstein (Kfz-Kennzeichen SI) |                            |                                      |
| |                            | Dreieck Siegen-Weidenau (HTS)        |
| |                            | Hochstraße                           |
| |                            | Weidenau-Mitte                       |
| |                            | Weidenau-Siegstraße                  |
| |                            | Hangbrücke                           |
| |                            | Ende der Kraftfahrstraße             |
| |                            | Weidenau-Haardter Berg (Universität) |
| |                            | Netphen-Dreis-Tiefenbach             |

| Kreis Siegen-Wittgenstein (Kfz-Kennzeichen SI) |  |                                      |
|                                                |  | Dreieck Siegen-Weidenau (HTS)        |
|                                                |  | Hochstraße                           |
|                                                |  | Weidenau-Mitte                       |
|                                                |  | Weidenau-Siegstraße                  |
|                                                |  | Hangbrücke                           |
|                                                |  | Ende der Kraftfahrstraße             |
|                                                |  | Weidenau-Haardter Berg (Universität) |
|                                                |  | Netphen-Dreis-Tiefenbach             |

| Abzweig Autobahnzubringer | Abzweig Autobahnzubringer  |                            |
| --- | -------------------------- | -------------------------- |
| B62 |                            |                            |
| Basisdaten |                            |                            |
| Betreiber: | Bundesrepublik Deutschland |                            |
| Gesamtlänge: | 2,5 km                     |                            |
| Bundesland: | - Nordrhein-Westfalen      |                            |
| Ausbauzustand: | autobahnähnlich            |                            |
| Straßenverlauf \| Kreis Siegen-Wittgenstein (Kfz-Kennzeichen SI) \| \| \| \| \| (21) \| Siegen \| \| \| \| Beginn der Kraftfahrstraße \| \| \| \| Talbrücke Achenbach \| \| \| \| Siegen-Heidenberg \| \| \| \| Siegen-Rinsenau (HTS) \| \| \| \| Ende der Kraftfahrstraße \| \| \| \| Siegen-Eiserfelder Straße \| |                            |                            |
| Kreis Siegen-Wittgenstein (Kfz-Kennzeichen SI) |                            |                            |
| | (21)                       | Siegen                     |
| |                            | Beginn der Kraftfahrstraße |
| |                            | Talbrücke Achenbach        |
| |                            | Siegen-Heidenberg          |
| |                            | Siegen-Rinsenau (HTS)      |
| |                            | Ende der Kraftfahrstraße   |
| |                            | Siegen-Eiserfelder Straße  |

| Kreis Siegen-Wittgenstein (Kfz-Kennzeichen SI) |      |                            |
|                                                | (21) | Siegen                     |
|                                                |      | Beginn der Kraftfahrstraße |
|                                                |      | Talbrücke Achenbach        |
|                                                |      | Siegen-Heidenberg          |
|                                                |      | Siegen-Rinsenau (HTS)      |
|                                                |      | Ende der Kraftfahrstraße   |
|                                                |      | Siegen-Eiserfelder Straße  |

| Freudenberger Straße | Freudenberger Straße     |                                       |
| --- | ------------------------ | ------------------------------------- |
| L 562 |                          |                                       |
| Basisdaten |                          |                                       |
| Betreiber: | Land Nordrhein-Westfalen |                                       |
| Gesamtlänge: | 8 km                     |                                       |
| Bundesland: | - Nordrhein-Westfalen    |                                       |
| Ausbauzustand: | autobahnähnlich          |                                       |
| Straßenverlauf \| Kreis Siegen-Wittgenstein (Kfz-Kennzeichen SI) \| \| \| \| \| \| Wallgraben-/Marienborner Straße L 719 \| \| \| \| Siegbergtunnel \| \| \| \| \| \| \| \| Sandstraße \| \| \| \| Beginn der Kraftfahrstraße \| \| \| \| Sieg \| \| \| \| Heeserstraße \| \| \| \| unter dem Hauptbahnhof Siegen \| \| \| \| Siegen-Stadtmitte (HTS) \| \| \| (286 m) \| Wellersbergtunnel \| \| \| \| Ende der Kraftfahrstraße \| \| \| \| Siegen, Freudenberger Straße \| \| \| \| Siegen, Hermelsbacher Weg \| \| \| \| Siegen, Schützenstraße \| \| \| \| Siegen-Numbach \| \| \| \| Siegen-Heinbach \| \| \| \| Siegen-Trupbach (Walzenweg) \| \| \| \| Siegen-Trupbach \| \| \| \| Siegen-Seelbach \| \| \| \| Freudenberg-Alchen \| \| \| \| Siegen-Seelbacher Weiher L 565 \| \| \| \| \| \| \| \| Weiter auf Landstraße zur \| \| \| (20) \| Freudenberg \| |                          |                                       |
| Kreis Siegen-Wittgenstein (Kfz-Kennzeichen SI) |                          |                                       |
| |                          | Wallgraben-/Marienborner Straße L 719 |
| |                          | Siegbergtunnel                        |
| |                          |                                       |
| |                          | Sandstraße                            |
| |                          | Beginn der Kraftfahrstraße            |
| |                          | Sieg                                  |
| |                          | Heeserstraße                          |
| |                          | unter dem Hauptbahnhof Siegen         |
| |                          | Siegen-Stadtmitte (HTS)               |
| | (286 m)                  | Wellersbergtunnel                     |
| |                          | Ende der Kraftfahrstraße              |
| |                          | Siegen, Freudenberger Straße          |
| |                          | Siegen, Hermelsbacher Weg             |
| |                          | Siegen, Schützenstraße                |
| |                          | Siegen-Numbach                        |
| |                          | Siegen-Heinbach                       |
| |                          | Siegen-Trupbach (Walzenweg)           |
| |                          | Siegen-Trupbach                       |
| |                          | Siegen-Seelbach                       |
| |                          | Freudenberg-Alchen                    |
| |                          | Siegen-Seelbacher Weiher L 565        |
| |                          |                                       |
| |                          | Weiter auf Landstraße zur             |
| | (20)                     | Freudenberg                           |

| Kreis Siegen-Wittgenstein (Kfz-Kennzeichen SI) |         |                                       |
|                                                |         | Wallgraben-/Marienborner Straße L 719 |
|                                                |         | Siegbergtunnel                        |
|                                                |         |                                       |
|                                                |         | Sandstraße                            |
|                                                |         | Beginn der Kraftfahrstraße            |
|                                                |         | Sieg                                  |
|                                                |         | Heeserstraße                          |
|                                                |         | unter dem Hauptbahnhof Siegen         |
|                                                |         | Siegen-Stadtmitte (HTS)               |
|                                                | (286 m) | Wellersbergtunnel                     |
|                                                |         | Ende der Kraftfahrstraße              |
|                                                |         | Siegen, Freudenberger Straße          |
|                                                |         | Siegen, Hermelsbacher Weg             |
|                                                |         | Siegen, Schützenstraße                |
|                                                |         | Siegen-Numbach                        |
|                                                |         | Siegen-Heinbach                       |
|                                                |         | Siegen-Trupbach (Walzenweg)           |
|                                                |         | Siegen-Trupbach                       |
|                                                |         | Siegen-Seelbach                       |
|                                                |         | Freudenberg-Alchen                    |
|                                                |         | Siegen-Seelbacher Weiher L 565        |
|                                                |         |                                       |
|                                                |         | Weiter auf Landstraße zur             |
|                                                | (20)    | Freudenberg                           |

## LKW-Maut
Seit dem 1. August 2012 ist von LKW für die Benutzung der HTS von Kreuztal-Krombach bis zur Anschlussstelle Siegen-Rinsenau eine Maut zu entrichten. Am 15. Februar 2012 hatte der damalige Bundesverkehrsminister Peter Ramsauer mitgeteilt, dass die HTS zu den sieben Bundesstraßen in NRW gehöre, die von der Neuregelung betroffen seien. Neue Mautbrücken seien jedoch nicht erforderlich, da die Fahrwegkontrolle per Satellit erfolge. Bis zu diesem Zeitpunkt musste die Maut nur auf Autobahnen gezahlt werden.

## Umwelt- und sozialpolitische Aspekte

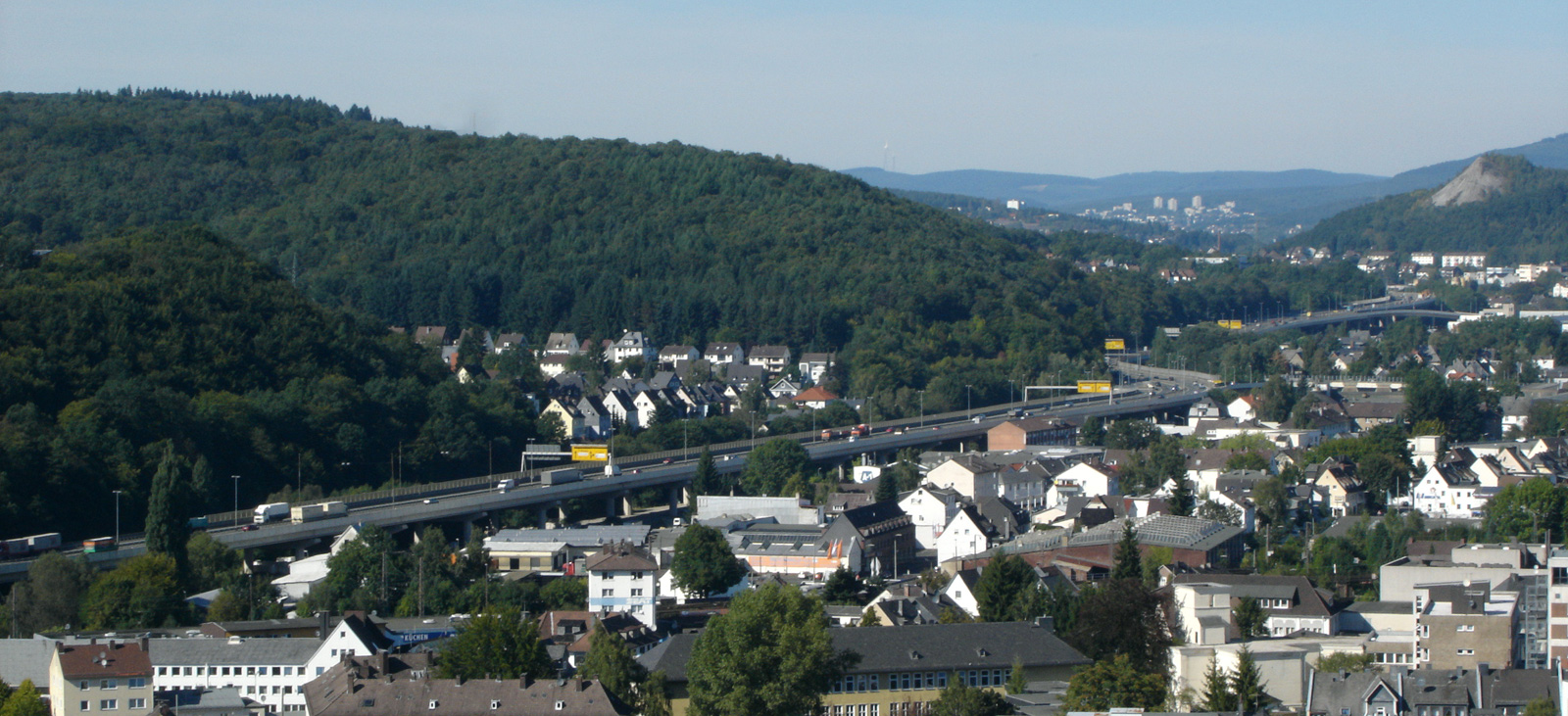
HTS-Trasse durch Siegen-Sieghütte und Siegen-Weidenau

Die Hüttentalstraße ist das Bauwerk mit der größten optischen Präsenz in Siegen. Dies ist auf die Topographie zurückzuführen, da sich die bebaute Fläche der Stadt Siegen im Wesentlichen auf einen schmalen Streifen entlang der Täler von Sieg und Ferndorf erstreckt. Dadurch wohnen 60 Prozent der Siegener Bevölkerung weniger als 2 km von der Hüttentalstraße entfernt. Die HTS ist im Siegener Innenstadtbereich eine Hochstraße auf massiven Betonstelzen. Unter ihr befinden sich weitere Hauptverkehrsstraßen, Bahnlinien, Fahrradwege und zahlreiche Parkplätze. Nicht zu vernachlässigen ist der Lärm durch den Autoverkehr sowie durch die auch nachts verkehrenden Güterzüge. Dieser wird durch die Echowirkung der unter der Hochstraße verlaufenden Bahnstrecke noch verstärkt. Sieg und Ferndorf mussten über weite Strecken in ein Betonbett eingefasst und begradigt, teilweise überdacht werden. Die unter Denkmalschutz stehende Fachwerksiedlung Boschgotthardshütte in Siegen-Weidenau wurde für den Bau der Hüttentalstraße abgerissen. Infolge des Abbruchs von Häusern wegen des Baus der Hüttentalstraße kam es zu einer Welle von Hausbesetzungen.
Durch den Bau der HTS ist der unter ihr verlaufende Radweg von der Stadtmitte zur Universität in weiten Teilen überdacht.